# Pegasus (raketa)
Rakety Pegasus jsou kosmické nosné rakety vyvíjené a provozované nejdříve společností Orbital Sciences Corporation a po jejím sloučení Orbital ATK. Rakety jsou tří- nebo čtyřstupňové, první tři stupně jsou poháněny motory na tuhé pohonné látky, čtvrtý stupeň je poháněn motorem na hydrazin. Jako odpalovací platforma slouží speciálně upravený letoun, který raketu vynese a přibližně ve výšce 12 000 metrů dojde k jejímu vypuštění. Raketa je vybavena křídly a v prvotní fázi letu se chová jako raketový letoun. Rakety byly vyráběny v několika verzích a první start se konal v roce 1990. K říjnu 2019 nebyly plánovány žádné budoucí starty, ale raketa zůstává v aktivní službě.

## Technický popis

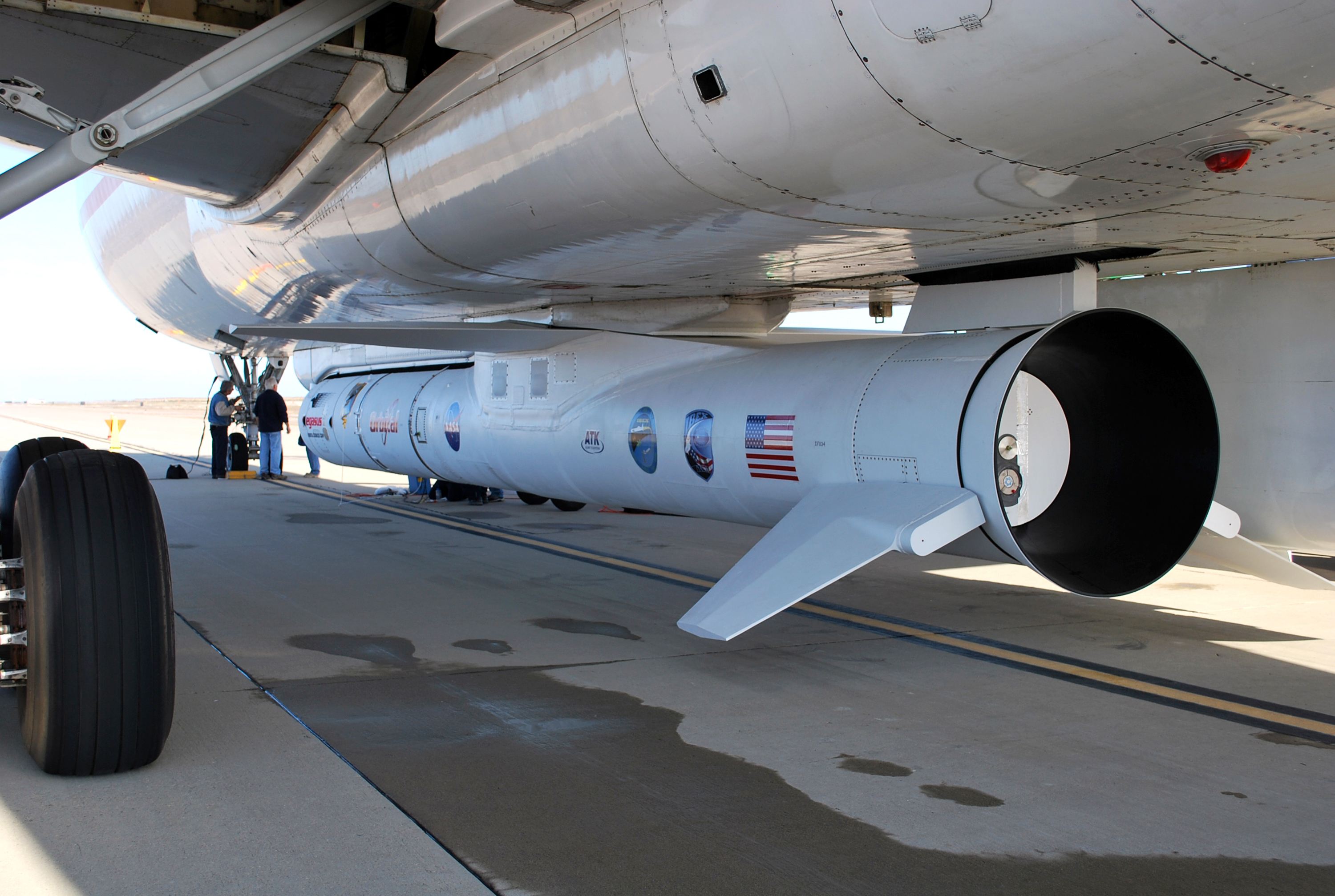
Zadní část rakety Pegasus XL

Motory na tuhé pohonné látky byly navrženy společností Hercules Aerospace, která se později stala součástí Alliant Techsystems. Návrh motorů vycházel z předešlých prověřených konstrukcí a kladl důraz na spolehlivost a výrobní nároky. Při výrobě se používají stejné výrobní postupy pro všechny tři stupně, což se příznivě odráží na spolehlivosti a ceně.
První stupeň nese název Orion 50S a je vybaven motorem Pegasus-1. Ke stupni Orion 50S jsou připojena křídla, kryt trysky a aerodynamické ovládací prvky. Celková délka stupně je 8,88 metru a průměr je 1,27 metru. Vylepšená verze Orion 50XLS má zvýšený tah a lepší specifický impuls. Druhý stupeň je značen podobně – Orion 50 a je vybaven motorem Pegasus-2, jeho délka je 2,65 metru a průměr má stejný jako první stupeň. Taktéž byl vylepšen a nová verze je značena Pegasus XL-2. Třetí stupeň Orion 38 s motorem Pegasus-3 má délku 2,08 metru a průměr 0,97 metru. Dříve byl používán dodatečný čtvrtý stupeň značen HAPS nebo Pegasus-4. Byl vybaven třemi motory na hydrazin MR-107, tyto motory se používají také jako manévrovací motory na raketách Delta II a podobně.
Avionika rakety byla již od počátku plně digitální a používala pokročilé technologie z počátku 90. let. Hlavní pokrok znamenaly vylepšené datové linky, mikroprocesory a pokročilý software. Přístrojové vybavení bylo navrženo co nejjednodušeji, byly použity kvalitní komponenty a celý systém prošel rozsáhlými testy. Srdce systému je 32bitový mikroprocesorový letový počítač.

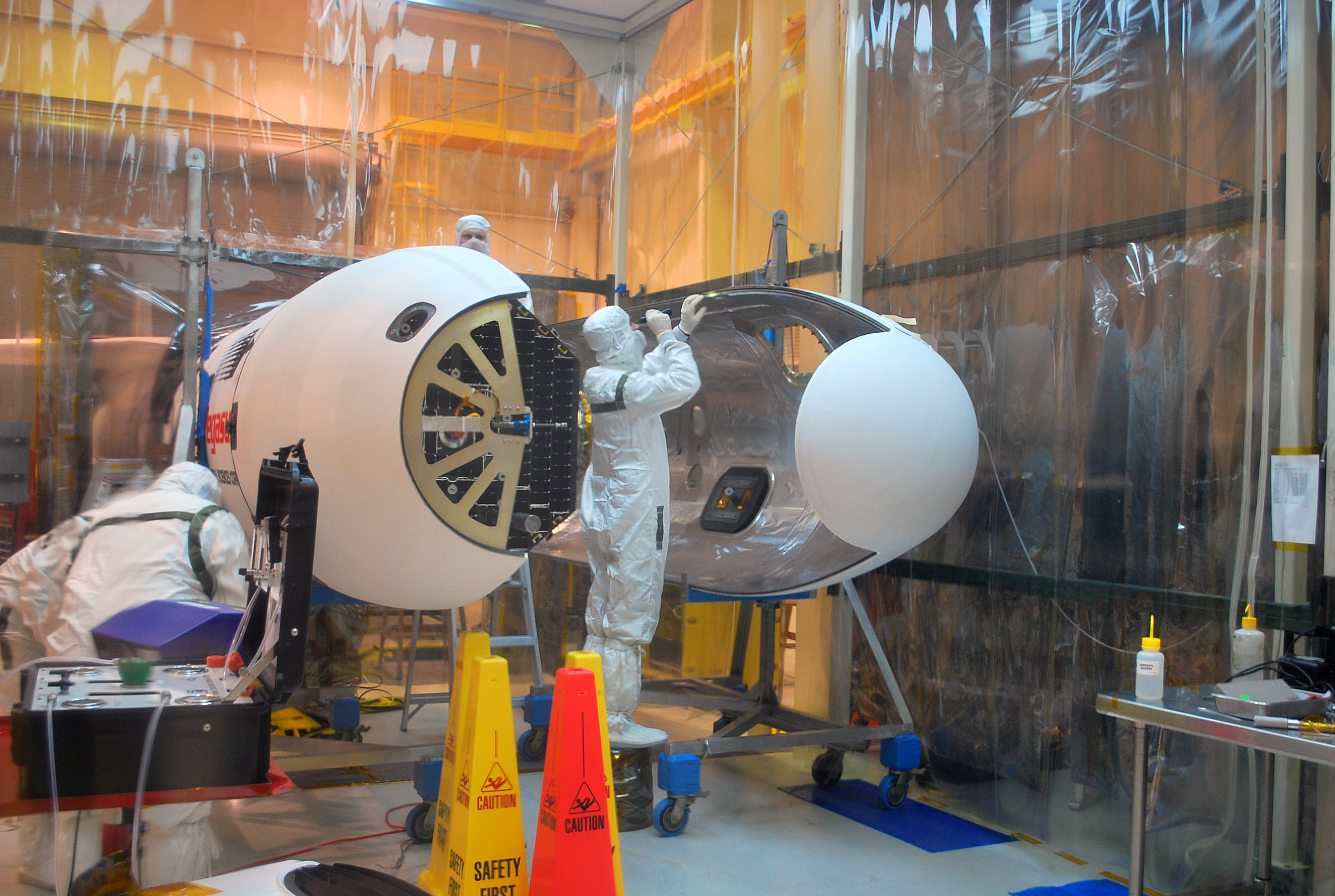
Aerodynamický kryt při montáži sondy IBEX

 Inerciální navádění obstarává jednotka IMU. Komunikaci letového počítače se systémy letounového nosiče a dalšími přístroji na palubě rakety probíhá přes standardizovanou datovou linku podle normy RS-422 (dnešní EIA-422). Letový počítač a další přístroje jsou umístěny nad třetím stupněm a jsou kryty aerodynamickým krytem spolu s nákladem.
Aerodynamický kryt je vyroben z kompozitních materiálů a titanu a je rozdělen na dvě části. Obě části jsou spojeny několika čepy, které jsou při separaci rozříznuty pyrotechnickým systémem. Součástí systému je i malý plynový generátor, který dodává tlak do dvou pístů, které odtlačí a roztočí jednotlivé části tak aby se vzdálily od nákladu a nepoškodily ho. Kryt nákladu a všechny jeho funkce byly rozsáhle testovány ve vakuových komorách a aerodynamických tunelech.

## Varianty
- Pegasus H – vyřazena 2000, celkem 4 starty
- Pegasus/HASP – přidán čtvrtý stupeň HASP, poslední let 1994, 2 starty
- Pegasus XL – vylepšená verze, aktivní, 22 startů
- Pegasus XL/HASP – vylepšená verze se čtvrtým stupněm HASP, aktivní, 6 startů
- Hyper X – upravená jednostupňová verze použitá při třech testech X-43 (Hyper X)

## Úloha nosného letounu

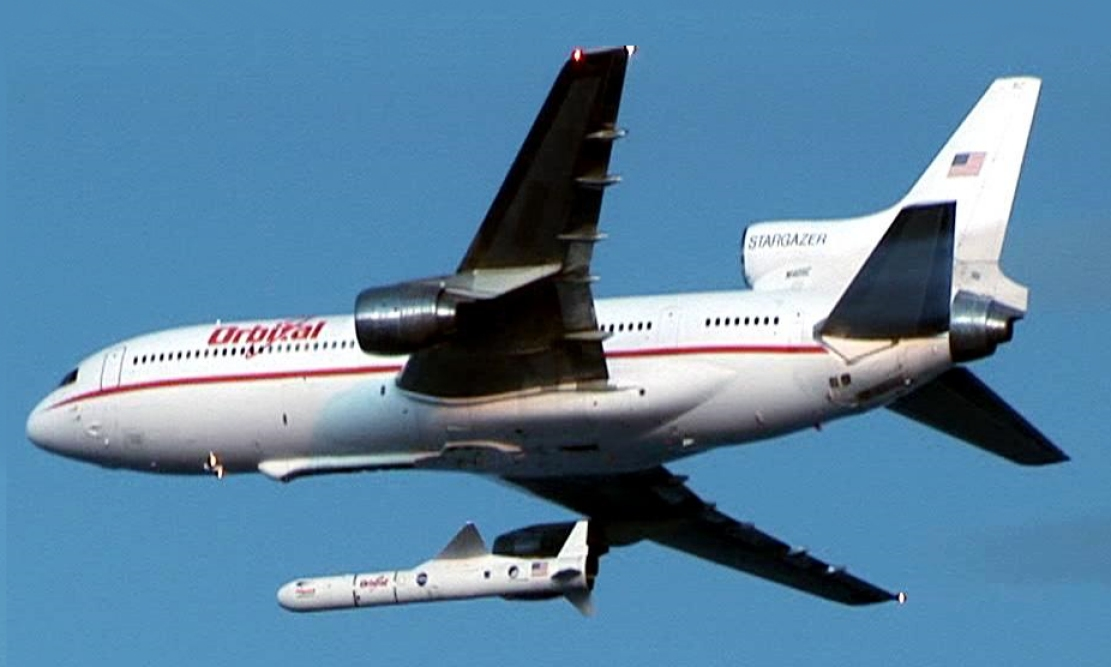
Lockheed TriStar

Význam nosného letounu spočívá ve vynesení rakety nad troposféru do spodní části stratosféry, přibližně ve výšce 12 kilometrů. Odpalování v této výšce má několik výhod. Hlavní výhodou je vyhnutí se hustým vrstvám atmosféry, kde konvenční rakety spotřebují velkou část pohonných hmot a jsou vystaveny velkým aerodynamickým silám a tlakům. Důležitou roli hraje v případě konvenčně odpalovaných raket počasí, tento problém je téměř zcela eliminován vysokou výškou a raketa Pegasus je tak téměř nezávislá na povětrnostních podmínkách, i když počasí stále může ovlivnit vzlet letounu.
Provoz letounu je v porovnání s výstavbou a údržbou pozemních základen minimální. Vysoká mobilita letounu zajišťuje častější startovací okna a umožňuje přesnější navedení na orbitu a tím i vyšší účinnost. Vysoká letová výška dovoluje optimalizaci trysek rakety pro oblast nižšího tlaku a tím se opět zvedá účinnost. Rychlost letounu se pohybuje kolem Mach 0,8, což jsou 3% z celkové potřebné rychlosti pro nízkou orbitu kolem Země, sice to není moc, ale jistou úsporu to přináší. Jednou z mála nevýhod je relativně malá nosnost celého systému, jež se pohybuje kolem 440 kilogramů na nízkou orbitu Země.
Roli nosného letounu zprvu plnil upravený letoun Boeing B-52, kdy byla raketa zavěšena pod křídlem (podobně jako při testech letounu X-15), později byl vystřídán Lockheedem L-1011. Orbital Sciences Corporation nabízí starty z mnoha míst na světě, hlavními jsou: KSC / Cape Canaveral Air Force Station na Floridě, Vandenberg Air Force Base a Dryden Flight Research Center v Kalifornii, Wallops Flight Center ve Virginii, Kwajalein Range v Tichém oceánu a také Gran Canaria na Kanárských ostrovech v Atlantském oceánu.